# Semalo
Il semàlo (o anche semàcco o smacco) era un vascello inglese utilizzato per il trasporto del pesce verso i mercati. Venne utilizzato per gran parte del XIX secolo e, sebbene in numeri ridotti, fino alla seconda guerra mondiale.
In origine lo Smack era un cutter ed aveva il suo piano velico. A partire dal 1865 però le sue dimensioni crebbero, rendendo impossibile utilizzare il boma del cutter. Venne quindi realizzato un nuovo Smack armato con la velatura del Ketch. La tipologia di queste imbarcazioni variava a seconda dei diversi luoghi ed alcuni Smack montarono una vela di gabbia sull'albero di mezzana, mentre altri potevano avere un bompresso armato con un fiocco.
Queste imbarcazioni potevano essere viste operare in grandi flotte al largo dei porti di Brixham, Grimsby e Lowestoft. Di solito erano colorate in ocra rossa, particolare che rendeva molto pittoresco vederli navigare in grandi numeri.
Negli anni cinquanta alcuni Smack vennero ricostruiti dotandoli di motore a vapore, mentre qualche esemplare più vecchio è stato riarmato con la velatura Ketch. Oggi vengono utilizzati come navi scuola.